# Mykilske (obwód chersoński)
Mykilske (ukr. Микільське) – wieś na południu Ukrainy, w obwodzie chersońskim, w rejonie biłozerskim. Położona na lewym brzegu rzeki Ingulec w sąsiedztwie jej ujścia do Dniepru. Miejscowość liczy 2575 mieszkańców.

## Historia
Wieś założona w 1783 roku. Dawniej nazywana Reprinka. W 1795 roku miała 198 mieszkańców. Później zamieszkali tu przesiedleńcy z guberni tulskiej.